# Стёй, Хейнц
Хейнц Стёй (нидерл. Heinz Stuy; родился 6 февраля 1945 года в Херне) — нидерландский футболист, вратарь. Наиболее известен как игрок нидерландского клуба «Аякс», был частью победного состава в Кубке европейских чемпионов 1971, 1972 и 1973 годов.
Хейнц Стёй получил прозвище Хейнц Крокет, потому что иногда перебрасывал мяч из руки в руку, как если бы это был горячий крокет. В период «золотой эры» «Аякса» он выиграл Межконтинентальный кубок (победа с общим счётом 4:1 над «Индепендьенте»), три еврокубка, четыре чемпионата и три кубка Нидерландов. Таким образом, вместе с игроком «Баварии» 1970—80-х годов, Берндом Дюрнбергером, он является наиболее титулованным футболистом, не игравшим за сборную своей страны.
Стёй является рекордсменом по количеству минут без пропущенных мячей в финале Кубка европейских чемпионов: 270 минут в победных матчах с «Панатинаикосом» (2:0), «Интернационале» (2:0) и «Ювентусом» (1:0).

## Достижения
- Чемпион Нидерландов (4): 
  - 1967/68, 1969/70, 1971/72, 1972/73
- Обладатель Кубка Нидерландов (3): 
  - 1970, 1971, 1972
- Обладатель Кубка европейских чемпионов (3): 
  - 1971, 1972, 1973
- Обладатель Межконтинентального кубка: 
  - 1972